# Phragmatobia rosina
Phragmatobia rosina är en fjärilsart som beskrevs av Charles Oberthür 1911. Phragmatobia rosina ingår i släktet Phragmatobia och familjen björnspinnare. Inga underarter finns listade i Catalogue of Life.